# Mulsans
Mulsans és un municipi francès, situat al departament del Loir i Cher i a la regió de Centre – Vall del Loira. L'any 2007 tenia 428 habitants.

## Demografia

### Població
El 2007 la població de fet de Mulsans era de 428 persones. Hi havia 160 famílies, de les quals 24 eren unipersonals (20 homes vivint sols i 4 dones vivint soles), 48 parelles sense fills, 72 parelles amb fills i 16 famílies monoparentals amb fills.
La població ha evolucionat segons el següent gràfic:
Habitants censats

### Habitatges
El 2007 hi havia 176 habitatges, 162 eren l'habitatge principal de la família, 6 eren segones residències i 8 estaven desocupats. 173 eren cases i 3 eren apartaments. Dels 162 habitatges principals, 139 estaven ocupats pels seus propietaris, 22 estaven llogats i ocupats pels llogaters i 1 estava cedit a títol gratuït; 6 tenien dues cambres, 11 en tenien tres, 40 en tenien quatre i 105 en tenien cinc o més. 155 habitatges disposaven pel capbaix d'una plaça de pàrquing. A 47 habitatges hi havia un automòbil i a 111 n'hi havia dos o més.

### Piràmide de població
La piràmide de població per edats i sexe el 2009 era:
| Homes | Edats   | Dones |
| ----- | ------- | ----- |
| 0     | 95 o +  | 0     |
| 0     | 90 a 94 | 4     |
| 0     | 85 a 89 | 12    |
| 0     | 80 a 84 | 0     |
| 4     | 75 a 79 | 0     |
| 8     | 70 a 74 | 4     |
| 8     | 65 a 69 | 4     |
| 12    | 60 a 64 | 12    |
| 4     | 55 a 59 | 12    |
| 16    | 50 a 54 | 12    |
| 24    | 45 a 49 | 20    |
| 20    | 40 a 44 | 8     |
| 20    | 35 a 39 | 12    |
| 16    | 30 a 34 | 36    |
| 8     | 25 a 29 | 4     |
| 4     | 20 a 24 | 12    |
| 24    | 15 a 19 | 12    |
| 12    | 10 a 14 | 8     |
| 4     | 5 a 9   | 4     |
| 20    | 0 a 4   | 16    |

## Economia
El 2007 la població en edat de treballar era de 304 persones, 237 eren actives i 67 eren inactives. De les 237 persones actives 225 estaven ocupades (123 homes i 102 dones) i 12 estaven aturades (4 homes i 8 dones). De les 67 persones inactives 29 estaven jubilades, 25 estaven estudiant i 13 estaven classificades com a «altres inactius».

### Ingressos
El 2009 a Mulsans hi havia 166 unitats fiscals que integraven 458 persones, la mediana anual d'ingressos fiscals per persona era de 21.365 €.

### Activitats econòmiques
Dels 8 establiments que hi havia el 2007, 2 eren d'empreses extractives, 1 d'una empresa de fabricació d'altres productes industrials, 2 d'empreses de construcció, 1 d'una empresa de transport, 1 d'una empresa de serveis i 1 d'una empresa classificada com a «altres activitats de serveis».
Dels 3 establiments de servei als particulars que hi havia el 2009, 1 era un guixaire pintor, 1 fusteria i 1 perruqueria.
L'any 2000 a Mulsans hi havia 10 explotacions agrícoles que ocupaven un total de 1.150 hectàrees.

## Poblacions més properes
El següent diagrama mostra les poblacions més properes.